# Raven-Symoné
Raven-Symoné Christina Pearman-Maday (Atlanta, 10 de diciembre de 1985), conocida solo como Raven-Symoné (/ˈreɪ.vən sɪˈmoʊn/, sin acento) o simplemente Raven, es una actriz, cantante, diseñadora, compositora, comediante, bailarina y productora estadounidense. Raven-Symoné ha aparecido en varias series de televisión como Olivia Kendall en The Cosby Show y Nicole Lee en Hangin' with Mr. Cooper, a finales de 1980 y principios de 1990 respectivamente. De 2003 al 2007, actuó en la serie de Disney Channel nominada a los Premios Emmy, Es Tan Raven en la que interpretó a Raven Baxter. Asimismo ha protagonizado películas como The Cheetah Girls, The Cheetah Girls 2, For One Night, College Road Trip, Revenge of the Bridesmaids, entre otras. En el 2012, debutó en el musical de Broadway, Sister Act, donde interpretó el papel protagonista de Deloris Van Cartier.
Durante su carrera musical, ha lanzado cuatro álbumes de estudio, Here's to New Dreams (1993), Undeniable (1999), This Is My Time (2004) y Raven-Symoné (2008), así como múltiples bandas sonoras, entre ellas destacan las bandas sonoras de The Cheetah Girls (2003), That's So Raven (2004), That's So Raven Too! (2006), The Cheetah Girls 2 (2006), que realizó siendo integrante de la banda del mismo nombre, consiguiendo certificaciones de discos de platino y oro tanto por sus ventas nacionales como internacionales.
En el 2012, se colocó en el número 4 en "The 25 Wealthiest Black Women in Hollywood" y en el número 1 en la lista "10 Richest Black Actresses Under 40" de Loop21.

## Biografía
Raven-Symoné nació en Atlanta (Georgia), hija de Lydia (apellido de soltera Gaulden) y de Christopher B. Pearman, pero a temprana edad se mudó a Ossining, Nueva York. De niña trabajó para la agencia de modelos Atlanta's Young Faces Inc. y apareció en anuncios en la prensa local. A los 2 años de edad, trabajó con la agencia Ford Models, de Nueva York y apareció en anuncios de galletas Ritz, Jell-O, Fisher-Price y Cool Whip. El 20 de diciembre de 1989, la ciudad de Winnfield le dio la llave de la ciudad y se declaró como "El Día de Raven-Symoné". En junio de 2004, se graduó de la escuela North Springs High School de Atlanta.

## Carrera actoral

### 1989—2001: Comienzos
A los 3 años, Raven se volvió princesa y realizó una audición para la película Ghost Dad. Se le consideró demasiado joven para el papel, pero fue recomendada para uno en The Cosby Show y finalmente, en febrero de 1989, fue seleccionada para ser Olivia. En 1992, hizo una aparición en la segunda temporada "The Fresh Prince of Bel Air" como la pequeña Claudia. Más tarde, en 1993, interpretó el papel de Nicole Lee en la serie Hangin' with Mr. Cooper. En 1994 fue invitada a hacer un pequeño cameo en la pelicula infantil Los Pequeños Traviesos. Entre 1998 y 2001, interpretó el papel de Charisse Dolittle en las películas Dr. Dolittle y Dr. Dolittle 2, como la hija del Dr. John Dolittle (Eddie Murphy).

### 2002—2005:Es Tan RavenyThe Cheetah Girls
En el 2002, Raven hizo una audición para un papel sobre una serie de Disney Channel titulada "Absolutely Psychic", sobre una adolescente con capacidades psíquicas. Al principio fue elegida como el papel de la mejor amiga, pero después de repasar, los ejecutivos de Disney decidieron elegir a Raven como Raven Baxter y cambiar el nombre de la serie a "Es Tan Raven", que debutó el 17 de enero de 2003.
En el 2003, Raven fue elegida para el papel de Galleria Garibaldi en The Cheetah Girls, película Original de Disney Channel acerca de 4 muchachas que tienen los sueños de hacerse superestrellas. Esta película es la primera película musical de Disney Channel. Ese mismo año, Raven obtuvo la posición #8 en las estrellas femeninas adolescentes más sexys.
En el 2004, Raven rechazó un contrato de seis números con Disney para otra serie sobre el ABC en el 2005. Al principio fue diseñado para ser un efecto de colegio de Es Tan Raven llamado "Raven Too!", siguiendo a Raven y a sus amigos en la Universidad. Sin embargo, tarde o temprano, rehusó el papel. También jugó su papel de Galleria Garibaldi en "The Cheetah Girls: La Serie", pero debido a Es Tan Raven, la serie tuvo que ser cancelada, los 4 episodios que fueron filmados nunca salieron al aire. En el 2005 y 2007, Es Tan Raven fue nominada a un Premio Emmy por Mejor Programa Infantil.
En el 2005, Raven calificó en la posición #17 en las 50 estrellas infantiles más hermosas que crecieron, y el #84 en las 100 más grandes estrellas infantiles.

### 2006—2009:The Cheetah Girls 2,College Road TripyThe Cheetah Girls: One World
En el 2006, Raven jugó de nuevo su papel como Galleria Garibaldi en The Cheetah Girls 2. La película y su banda sonora fueron enormes golpes comerciales. La película trajo a más de 8.1 millones de espectadores en su noche de estreno, haciéndola "la película más mirada" de Disney Channel, en la cual participó como productora ejecutiva.
En el 2007, Raven fue invitada para un episodio de Cory en la Casa Blanca, That's So In the House, que trajo a más de 5 millones de televidentes, convirtiéndose en el más alto índice de audiencia de la serie. En marzo del mismo año, Raven se presentó en la publicación de la revista Ebony con el título "The $400 Million Dollar Woman", haciendo referencia a los $400 millones de dólares que la mercancía de Es Tan Raven ha hecho. Hasta el momento, dichas ventas han alcanzado un estimado de $650 millones.
Durante el verano del 2007, filmó para Walt Disney Pictures la película College Road Trip, junto con Martin Lawrence, dirigida por Roger Kumble. En su semana de estreno, la película recaudó aproximadamente 14 millones de dólares en 2,706 cines en Estados Unidos y Canadá. Alcanzó el número 2 en ventas y rentas de DVD en los Estados Unidos, recaudando más de 68.5 millones de dólares alrededor el mundo.
En el 2008, comenzó la producción de The Cheetah Girls: One World, pero Raven no volvió a jugar su papel como Galleria. Se dijo que hubo problemas con sus antiguas Cheetah Girls dentro del set de The Cheetah Girls 2, acerca de "cuestiones territoriales y peleas de Cheetah", que condujo a una amistad estirada. Más tarde, Raven y las Cheetah Girls aclararon que solo fue un rumor y que llevan una buena amistad. El 15 de julio del mismo año, Raven lanzó un DVD con algunos materiales de su página web oficial "Raven-Symoné Presents", enfocado hacia la autoconfianza y el respeto, así como consejos prácticos y artesanía.
En junio de 2009, Raven fue seleccionada por los lectores del sitio "Jetset.com.co" como la más sexy entre las artistas robustas de Hollywood.

### 2010—presente:Revenge of the Bridesmaids,State of Georgiay debut enBroadway
El 11 de febrero de 2010, Raven, junto a otras cantantes y actrices, se vistieron de rojo y desfilaron en el Red Dress Collection 2010. El evento, que marcó el inicio del Fashion Week en Nueva York, se celebró para recaudar dinero en la campaña The Heart Truth, que combate enfermedades del corazón en mujeres.
En los meses de abril y mayo de 2010, Raven grabó una nueva película, titulada Revenge of the Bridesmaids para ABC Family, en la ciudad de Nueva Orleans, LA. Esta fue estrenada el 18 de julio del mismo año, y tuvo más de 2.5 millones de televidentes en su noche de estreno, colocándola en el Top 5 de la lista de estrenos de películas con mayor audiencia de ABC Family.
El 29 de agosto de 2010, se estrenó el episodio "That's So Sonny", de la serie original de Disney Channel Sonny, entre estrellas, en el cual Raven hizo el papel de Amber, la presidenta de club de fanes de Chad Dylan Cooper (interpretado por Sterling Knight).
El 9 de diciembre de 2010, Raven fue invitada, junto con el pianista Chau-Giang Thi-Nguyen y el trompetista de jazz y pianista Arturo Sandoval, en la nueva obra de teatro de Debbie Allen, The Hot Chocolate Nutcracker, en el Royce Hall de la Universidad de California, sede Los Ángeles. La recaudación fue para el beneficio de los niños de la academia de baile de Debbie Allen.
En noviembre de 2010, se anunció que Raven regresaría a la televisión en la serie de la cadena ABC Family, llamada State of Georgia, donde jugó el papel de Georgia, una exuberante y voluptuosa cantante que trata de brillar en el mundo de la actuación en la ciudad de Nueva York. El piloto fue escrito por Jennifer Weiner (In Her Shoes) y Jeff Greenstein (Desperate Housewives). Compartió créditos con la actriz Majandra Delfino, que encarnó a "Jo", una chica que adora la ciencia que también trata de tener éxito en la gran manzana y es la mejor amiga de Georgia. La serie fue estrenada el 29 de junio de 2011, teniendo 1.3 millones de espectadores. El 16 de septiembre de 2011 ABC Family canceló la serie, terminando con un promedio de .72 millones de espectadores.
El 31 de enero de 2012, se anunció que Raven actuaría en el musical de Broadway, Sister Act, donde jugó el papel de Deloris van Cartier, un papel previamente jugado por Patina Miller y Whoopi Goldberg en Broadway y en películas, respectivamente. Comenzó el 27 de marzo de 2012, cerrando el acto el 26 de agosto del mismo año.
En agosto de 2012, Raven se colocó en el número 4 en "The 25 Wealthiest Black Women in Hollywood" y en el número 6 en la lista "The 25 Richest Black Actresses" de Hollywood. En diciembre del mismo año, clasificó en el número 9 en la lista "100 Greatest Kid Stars Of All Time" de VH1, y la número 1 en la lista "10 Richest Black Actresses Under 40" de Loop21. En 2017 volvió a la actuación en el spinn off de "That's so Raven",La serie original de Disney channel " Raven's home" y está teniendo un éxito de rating y audiencia con 5 temporadas en el aire desde 2017 hasta ahora 2022. En 2015 participó en la serie de Disney channel " Agente KC" Con Zendaya. En 2020 participó de un crossover con la serie " Acampados" con el elenco de " Raven's home".

## Carrera musical

### 1990—1995:Here's to New Dreams
A la edad de 5 años, Raven firmó con la compañía discográfica MCA Records, pero no lanzaron el álbum hasta que ella cumpliera 7 años. Su álbum debut, Here's to New Dreams, fue lanzado el 22 de junio de 1993. Tuvo 2 sencillos: "That's What Little Girls Are Made Of" y "Raven Is the Flavor". El primero fue el sencillo más exitoso, llegando a la posición #68 en Billboard Hot 100, #47 en Hot R&B/Hip-Hop Songs, #43 en Hot Dance Singles Sales y #39 en Rhytmic Top 40. Vendió 78,000 copias en los Estados Unidos y más de 150,000 por todo el mundo. Su compañía discográfica, MCA Records, terminó su contrato con ella por las bajas ventas del disco.

### 1996—2001:Undeniable
El 4 de mayo de 1999, bajo el sello discográfico de Crash Records, lanzó su segundo álbum Undeniable, el cual solo tuvo un sencillo: "With a Child's Heart". Raven se fue de gira por los Estados Unidos, a varias escuelas y centros comerciales para promover el sencillo, e incluso realizó una gira con el grupo pop N'Sync. Tres videos musicales se hicieron para el sencillo: el primero utilizó el original "Uptempo version", el segundo la "Ballad version", y el tercero un "Remix". A pesar de los videos, de la música pesada y promoción, el sencillo no entró en los charts. Sin promoción alguna, el álbum fue un fracaso, vendiendo solo 12,000 copias en los Estados Unidos. Hasta el momento, el álbum ha vendido 100,000 copias en los Estados Unidos y más de 350,000 por todo el mundo. El 31 de octubre de 2006, Undeniable fue relanzado con la etiqueta de TMG Records, bajo el título de From Then Until..., con un listado de pista ligeramente diferente, esta nueva edición desde entonces ha vendido alrededor de 15,000 copias en EE. UU. y más de 200,000 mundialmente.

### 2002—2006:This Is My Time,That's So RavenyThe Cheetah Girls
A principios de 2003, firmó con la compañía disquera Hollywood Records. El 1 de enero de 2004, lanzó This Is My Time Advance EP para promocionar el álbum completo.
El 21 de septiembre de 2004, lanzó su tercer álbum This Is My Time, el cual incluyó 3 sencillos: "Grazing In The Grass", "Backflip" y "Bump". El álbum alcanzó la posición #51 en Billboard 200, vendiendo 19,000 copias en su primera semana, convirtiéndose en su álbum más conocido y exitoso. El álbum ha vendido más de 315,000 copias en los Estados Unidos y más de 860,000 en todo el mundo, recibiendo certificación de disco de oro. Entre el 2005 y 2006, Raven se embarcó en una mini-gira de conciertos (This Is My Time Tour) para promover el álbum.
En el 2004, Raven grabó algunas canciones en That's So Raven Soundtrack para la serie original de Disney Channel del mismo nombre. El álbum debutó y alcanzó el #44 en el Billboard 200 y fue certificado disco de oro por ventas de más de 510,000 copias. También cantó algunas pistas en That's So Raven Too!, segundo álbum de la serie. Este debutó y alcanzó el #44 en el Billboard 200, vendiendo 22,300 copias en su primera semana. Desde entonces, el álbum ha vendido más de 200,000 copias en los Estados Unidos.
A principios del 2006, Raven fue entrevistada por la revista Life Story y dijo: "Voy a ser la grabación de mi próximo CD después de volver de España...". También apareció, junto con Drew Seeley, en el video musical de Belinda, Ni Freud Ni Tu Mamá.
En el 2003 y 2006, Raven participó en 2 álbumes de The Cheetah Girls para Disney, en tanto que fueron disco de doble platino y platino en Estados Unidos, respectivamente.

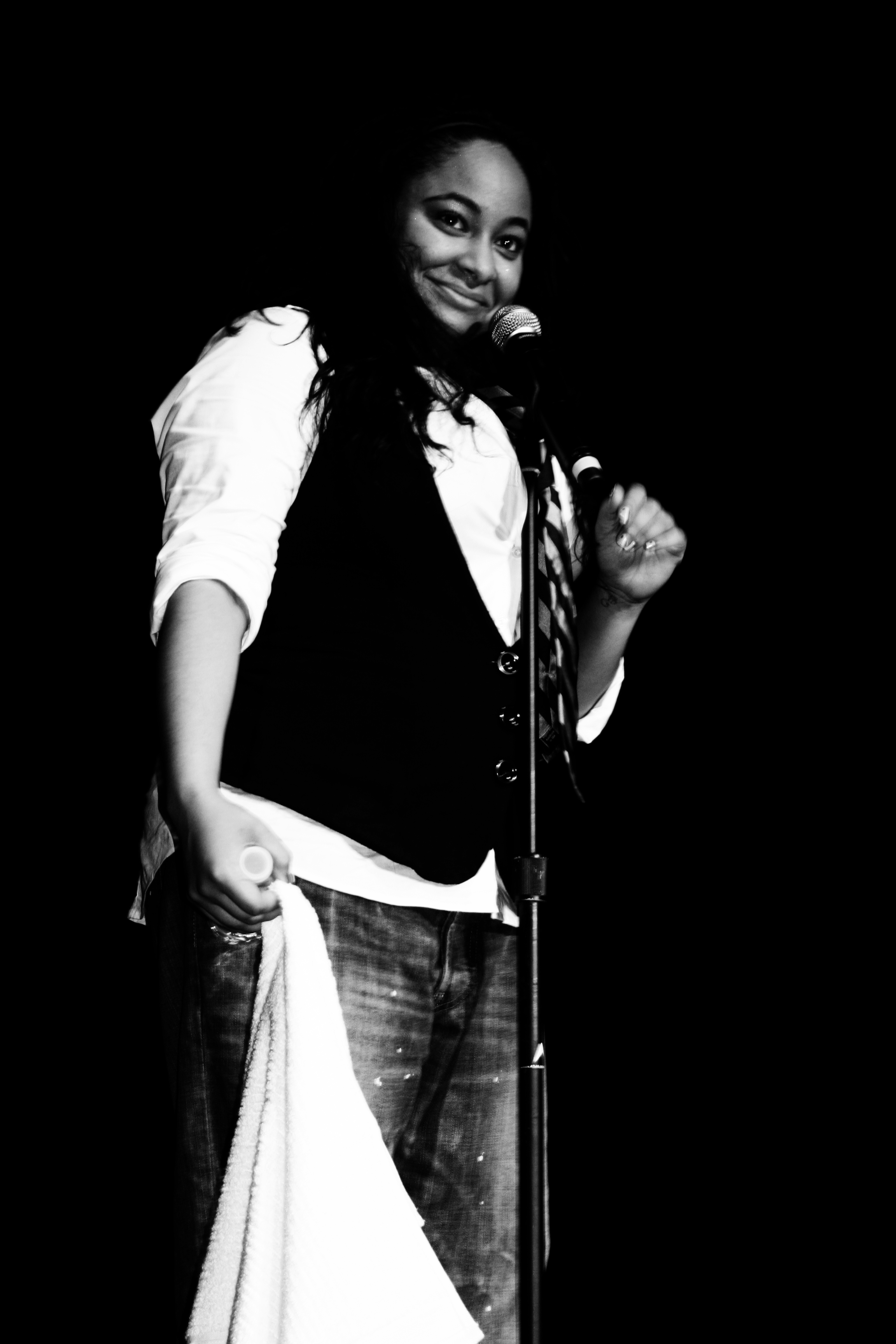
Raven en concierto de su gira.

### 2007—2012:Raven-Symoné,Best of Raven-Symoné,SecretsyThick Girls, Big Girls
El 29 de abril de 2008, lanzó su cuarto álbum Raven-Symoné. El primer sencillo fue "Double Dutch Bus", lanzado en Radio Disney el 9 de febrero de 2008, llegando a su punto máximo en el #3. Este fue el sencillo de Raven más descargado en iTunes, llegando al #9 en iTunes Top R&B/Soul Downloads chart. El álbum alcanzó el #159 en el Billboard 200. Después de casi un año del lanzamiento del álbum, lanzó el segundo sencillo en marzo de 2009, titulado "Anti-Love Song".
Raven pensó en promocionar su cuarto álbum con su tour The Pajama Party Tour en la primavera del 2008, pero debido a unas dificultades, este se tuvo que aplazarse hasta nuevo aviso. Después, durante una entrevista se confirmó que Raven se encontraba en la reprogramación de su gira y que arrancaría a finales del verano del 2008, pero en lugar de ser un escenario de gira, se incluyeron tanto escenarios y anfiteatros. Su nueva gira se llamó Raven-Symoné: Live in Concert Tour y continuó en el 2009. Asimismo, en el verano del 2008 Raven fue la anfitriona especial de Disney Music Block Party Tour. Durante la gira, oficialmente se anunció que Raven y Hollywood Records habían separado caminos, después de que ella había completado sus 2 CD con la empresa, decidió no renovar su contrato. En una entrevista con Teenmag.com, Raven anunció que a finales del 2009, volvería al estudio para grabar su próximo álbum. También dijo que este sería su álbum más maduro todavía. Este será el segundo álbum independiente de Raven que publicará desde que dejó Hollywood Records de Disney.
A finales del 2008, una colección con los mayores éxitos de Raven, Best of Raven-Symoné, iba a ser lanzada, pero fue cancelada debido a las bajas ventas del disco anterior, vendiendo 150,000 ejemplares en los Estados Unidos y más de 535,000 en el mundo.
En diciembre de 2008 y en junio de 2009, se lanzaron en iTunes Store los EPs Secrets y Thick Girls, Big Girls, respectivamente, los cuales contienen canciones anteriormente no lanzadas en su cuarto álbum de estudio y una canción que se encuentra en la edición internacional del mencionado álbum.
En enero de 2011, Raven-Symoné dijo a OnTheRedCarpet.com que se encontraba trabajando en su quinto álbum de estudio. Checkmate Music Group estuvo trabajando con Mach 1 Music (Eddie Galan) y Manny Streetz, como productor ejecutivo, en el nuevo proyecto de Raven. El grupo de compositores y productores "The TriGz", formado por los hermanos Manny Streetz, Marvz y ProStat, estuvieron trabajando en el quinto álbum de la cantante. En marzo de 2012, Raven confirmó en una entrevista con Broadway.com que no tiene planes de lanzar un nuevo álbum, diciendo que ella "no podía conseguirlo" y que la música que había estado trabajando "no iba a ser algo vendible". Añadió que el álbum "podría salir más tarde en la vida cuando sea capaz de decir lo que tengo que decir".

## Filantropía

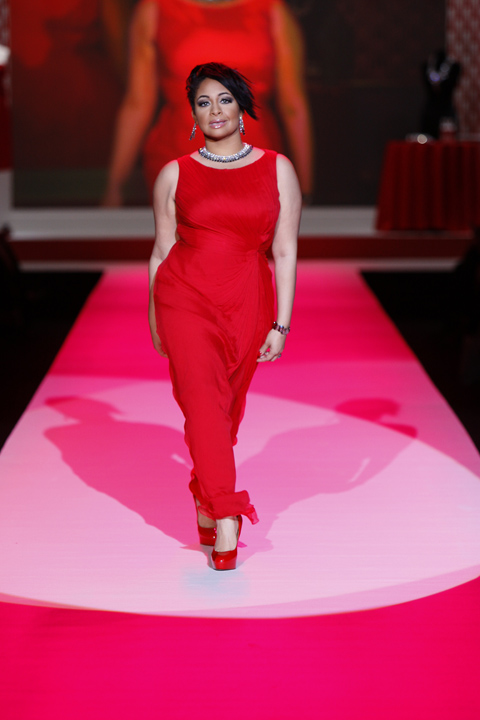
Raven en la campaña The Heart Truth.

Raven-Symoné aborda cuestiones de interés para los niños. Ella es muy activa con la Fundación Make-A-Wish, cumpliendo los deseos de niños con condiciones médicas que amenazan la vida. Raven ha cumplido más de 50 deseos por diversas organizaciones de la concesión de deseos, la mayoría por la Fundación Make-A-Wish. Actualmente es la celebridad de televisión más solicitada y recibida por dicha fundación.
También está involucrada con "Girls Incorporated", una organización nacional sin fines de lucro, dedicada a la juventud que inspira todo a las niñas a ser fuertes, inteligentes y audaces, proporcionando programas educativos vitales a millones de chicas americanas, en particular los de alto riesgo, en las áreas de servicio. Además, está involucrada con "Aviva Family and Children's Services", una organización que proporciona ahorro de la vida y la afirmación de la vida de servicios a miles de niños y familias que han sufrido, dentro de la comunidad de Los Ángeles cada año. En 2006 fue honrada con el premio "Spirit of Compassion".
En febrero de 2010, el Red Dress Collection 2010 marcó el inicio del Fashion Week en Nueva York, donde Raven y otras artistas desfilaron de rojo para recaudar dinero en la campaña The Heart Truth, que combate enfermedades del corazón en mujeres. El objetivo del desfile fue difundir la concientización respecto de las enfermedades del corazón, enfatizando la necesidad de chequeos periódicos, una dieta balanceada y ejercicios. Las celebridades que desfilaron fueron Heidi Klum, Kristin Chenoweth, Bethenny Frankel, Dara Torres, Elisabeth Hasselbeck, Estelle, Felicity Huffman, Joan Collins, Jordin Sparks, Kim Kardashian, Kimora Lee, Mamie Gummer, Pauley Perrette, Regina King, Robin Roberts y Valerie Harper. Los diseñadores que contribuyeron a la causa con sus vestidos son Badgley Mischka, Óscar de la Renta, Marchesa, Rachel Roy, Zac Posen, Donna Karan, Rebecca Taylor, John Galliano, entre otros.
El 29 de abril de 2011, fue realizada la 18.ª Gala "Race to Erase MS" en Century City, California, donde Raven, Cindy Crawford, Paris Hilton, Nicky Hilton, La Toya Jackson y Amber Lancaster, entre otras, desfilaron para reunir fondos para la fundación Nancy Davis, la cual lucha contra la esclerosis múltiple. El evento recaudó más de 35 millones de dólares. Los fondos fueron al programa "Nancy Davis Center Without Walls", una red de científicos de la USC, la Universidad Johns Hopkins, el Hospital Brigham & Women's de Harvard, Yale y otras instituciones de investigación líderes.

## Vida personal
El 2 de agosto de 2013, Raven-Symoné declaró ser lesbiana. Hizo un comunicado diciendo que por fin, en varios estados de los Estados Unidos, se está legalizando el matrimonio igualitario, pese a que, por el momento, no está interesada en casarse, pero en un futuro podrá hacerlo sin problemas. Se casó con Miranda Maday, en 2020.

## Filmografía
| Año  | Título                                       | Rol                  | Notas                                             |
| ---- | -------------------------------------------- | -------------------- | ------------------------------------------------- |
| 1990 | Rockin' Through the Decades                  | Ella misma           | Invitada, Documental                              |
| 1994 | The Little Rascals                           | Stymie's Girlfriend  | Elenco secundario, película                       |
| 1998 | Dr. Dolittle                                 | Charisse Dolittle    | Elenco principal, película                        |
| 2001 | Dr. Dolittle 2                               | Charisse Dolittle    | Elenco principal, película                        |
| 2003 | The Cheetah Girls (película)                 | Galleria Garibaldi   | Elenco principal, película de TV Disney Channel   |
| 2004 | The Princess Diaries 2: Royal Engagement     | Princesa Asana       | Elenco secundario película Walt Disney Pictures   |
| 2004 | Fat Albert                                   | Danielle             | Voz                                               |
| 2006 | Everyone's Hero                              | Marti Brewster       | Voz                                               |
| 2006 | The Cheetah Girls 2                          | Galleria Garibaldi   | Elenco principal, película de TV Disney Channel   |
| 2008 | College Road Trip                            | Melanie "Mel" Porter | Elenco principal, película (Productora ejecutiva) |
| 2008 | Tinker Bell                                  | Iridessa             | Elenco principal, película (voz)                  |
| 2009 | Good Hair                                    | Ella misma           | Invitada, Documental                              |
| 2009 | Tinker Bell and the Lost Treasure            | Iridessa             | Elenco principal, película                        |
| 2010 | Tinker Bell and the Great Fairy Rescue       | Iridessa             | Elenco principal, película                        |
| 2012 | Secret of the Wings                          | Iridessa             | Elenco principal, película                        |
| 2014 | The Pirate Fairy                             | Iridessa             | Elenco principal, película                        |
| 2015 | Tinker Bell and the Legend of the NeverBeast | Iridessa             | Elenco principal, película                        |
| 2015 | A Girl Like Grace                            | Mary                 | Elenco principal, película                        |
| 2017 | Animal Crackers                              | Binkley              | Voz                                               |
| 2020 | Mighty Oak                                   | Taylor Lazlo         | Elenco secundario, película                       |

### Televisión
| Año       | Título                                           | Rol                           | Notas                                                         |
| --------- | ------------------------------------------------ | ----------------------------- | ------------------------------------------------------------- |
| 1989–92   | The Cosby Show                                   | Olivia Kendall                | Elenco principal, serie de TV (season 6–8)                    |
| 1989      | A Different World                                | Olivia Kendall                | Invitada 1 episodio, serie de TV                              |
| 1990      | The Earth Day Special                            | Olivia Kendall                | Ella misma, espacial de TV                                    |
| 1990      | The Muppets at Walt Disney World                 | Little Girl                   | Elenco principal, película de TV                              |
| 1990–91   | Sesame Street                                    | Little Girl                   | Invitada 2 episodios, programa de TV                          |
| 1992      | The Fresh Prince of Bel-Air                      | Claudia                       | Invitada 1 episodio, serie de TV                              |
| 1993      | Alex Haley's Queen                               | Young Queen                   | Elenco principal, miniserie de TV                             |
| 1993      | Blindsided                                       | Singer                        | Película de TV                                                |
| 1993–97   | Hangin' with Mr. Cooper                          | Nicole Lee                    | Elenco principal, serie de TV (temporada 2–5)                 |
| 1994      | Kidsongs                                         | Ella misma                    | Invitada 1 episodio, serie de TV                              |
| 1995–00   | Happily Ever After: Fairy Tales for Every Child  | Goldilocks                    | Invitada 1 episodio, papel de voz                             |
| 1995–00   | Happily Ever After: Fairy Tales for Every Child  | Zoe / Olivia                  | Invitada 1 episodio, serie de TV (voz)                        |
| 1995      | Bill Nye the Science Guy                         | Ella misma                    | Invitada 1 episodio, serie de TV                              |
| 1997      | Space Ghost Coast to Coast                       | Ella misma                    | Invitada 1 episodio, serie de TV                              |
| 1999      | Zenon: Girl of the 21st Century                  | Nebula Wade                   | Elenco principal, película de TV Disney Channel               |
| 2001      | My Wife and Kids                                 | Charmaine                     | Invitada 1 episodio, serie de TV                              |
| 2001      | The Proud Family                                 | Angel Stephanie               | Invitada 1 episodio, papel de voz                             |
| 2002      | The Cosby Show: A Look Back                      | Ella misma                    | Invitada Especial de TV                                       |
| 2002–07   | Kim Possible                                     | Monique                       | Elenco principal, serie de TV Disney Channel                  |
| 2003–07   | That's So Raven                                  | Raven Baxter                  | Protagonista, serie de TV Disney Channel                      |
| 2003      | The Cheetah Girls                                | Galleria "Bubbles" Garibaldi  | Protagonista, película de TV Disney Channel                   |
| 2003      | Kim Possible: A Sitch in Time                    | Monique                       | Elenco principal, película de TV (voz)                        |
| 2003      | Star Search                                      | Herself                       | Episode: "The One with Star of That’s So Raven, Raven-Symoné" |
| 2004      | Zenon: Z3                                        | Nebula Wade                   | Elenco principal, película de TV Disney Channel               |
| 2004      | Fillmore!                                        | Alexandria Quarry             | Voice role; episode: "Field Trip of the Just"                 |
| 2004      | Fillmore!                                        | Maryanne Greene               | Invitada 1 episodio, serie de TV (voz)                        |
| 2005      | Higglytown Heroes                                | Playground Monitor            | Invitada 1 episodio, serie de TV (voz)                        |
| 2005      | Kim Possible Movie: So the Drama                 | Monique                       | Elenco principal, película de TV Disney Channel               |
| 2005      | Dear Santa                                       | Ella misma                    | Invitada, película de TV                                      |
| 2006      | For One Night                                    | Brianna McCallister           | Invitada, película de TV                                      |
| 2006      | The Cheetah Girls 2                              | Galleria "Bubbles" Garibaldi  | Protagonista, película de TV Disney Channel                   |
| 2006      | The Suite Life of Zack & Cody                    | Raven Baxter                  | Invitada 1 episodio, serie de TV Disney Channel               |
| 2007      | Cory in the House                                | Raven Baxter                  | Invitada 1 episodio, serie de TV Disney Channel               |
| 2007      | Phenomenon                                       | Ella misma                    | Invitada 1 episodio, serie de TV                              |
| 2008      | American Dad!                                    | Katie / Wife                  | Invitada 2 episodios, serie de TV (voz)                       |
| 2008—2020 | Celebrity Family Feud                            | Ella misma                    | Invitada 2 episodios, programa de TV                          |
| 2010      | Sonny with a Chance                              | Amber Algoode                 | Invitada 1 episodio, serie de TV Disney Channel               |
| 2010      | Revenge of the Bridesmaids                       | Abigail "Abby" Scanlan        | Elenco principal, película de TV                              |
| 2010      | Extreme Makeover: Home Edition                   | Ella misma                    | Invitada 1 episodio, programa de TV                           |
| 2010      | The Mo'Nique Show                                | Ella misma                    | Invitada 1 episodio, programa de TV                           |
| 2011      | Pixie Hollow Games                               | Iridessa                      | Elenco principal, película de TV Disney Channel               |
| 2011      | RuPaul's Drag U                                  | Ella misma                    | Invitada 1 episodio, programa de TV                           |
| 2011      | State of Georgia                                 | Georgia Chamberlain           | Protagonista, serie de TV Freeform                            |
| 2011      | Rocco's Dinner Party                             | Ella misma                    | Invitada 1 episodio, programa de TV                           |
| 2011      | PrankStars                                       | Ella misma                    | Invitada 1 episodio, programa de TV Disney Channel            |
| 2012–16   | The View                                         | Ella misma                    | Coanfitriona, programa de TV                                  |
| 2013      | See Dad Run                                      | Whitney Gibbons               | Invitada 1 episodio, serie de TV Nickelodeon                  |
| 2013      | Pixie Hollow Bake Off                            | Iridessa                      | Elenco principal, película de TV Disney Channel               |
| 2014      | Zoe Saldana Presents My Hero                     | Ella misma                    | Invitada 1 episodio, serie de TV                              |
| 2014      | Oprah: Where Are They Now?                       | Ella misma                    | Invitada 1 episodio, programa de TV                           |
| 2014      | Just Keke                                        | Ella misma                    | Invitada 1 episodio, programa de TV                           |
| 2015      | Empire                                           | Olivia Lyon                   | Invitada 2 episodios, serie de TV                             |
| 2015      | K.C. Undercover                                  | Simone Devereaux              | Invitada 1 episodio, serie de TV Disney Channel               |
| 2015      | The Real                                         | Ella misma                    | Invitada 1 episodio, programa de TV                           |
| 2015–20   | Black-ish                                        | Rhonda Johnson                | Elenco recurrente 7 episodios, serie de TV                    |
| 2016      | RuPaul's Drag Race All Stars                     | Ella misma                    | Invitada 1 episodio, serie de TV                              |
| 2016      | Nashville                                        | Ella misma                    | Invitada 1 episodio, serie de TV                              |
| 2016      | The Jim Gaffigan Show                            | Ella misma                    | Invitada 1 episodio, programa de TV                           |
| 2016      | It Got Better                                    | Ella misma                    | Invitada 1 episodio, programa de TV                           |
| 2016      | Hollywood Game Night                             | Ella misma                    | Invitada 1 episodio, programa de TV                           |
| 2017      | Master of None                                   | Ella misma                    | Invitada 1 episodio, serie de TV                              |
| 2017—2018 | Animals.                                         | Nurse                         | Invitada 2 episodios, serie de TV                             |
| 2017—2020 | Celebrity Page                                   | Ella misma                    | Invitada 2 episodios, programa de TV                          |
| 2017–2023 | Raven's Home                                     | Raven Baxter                  | Protagonista, serie de TV Disney Channel                      |
| 2018      | Drunk History                                    | Nichelle Nichols              | Invitada 1 episodio, serie de TV                              |
| 2018–2023 | Big City Greens                                  | Maria Media                   | Elenco recurrente 9 episodios, serie de TV (voz)              |
| 2019      | Drop the Mic                                     | Ella misma                    | Invitada 1 episodio, programa de TV                           |
| 2019      | Guardians of the Galaxy                          | Valkyrie                      | Invitada 2 episodios, serie de TV Disney+                     |
| 2019      | Just Roll with It                                | Betsy Hagg                    | Invitada 1 episodio, serie de TV                              |
| 2019      | The Masked Singer                                | Ella misma (como Black Widow) | Participante, programa de TV (temporada 2)                    |
| 2019      | Holidays Unwrapped: A Disney Channel Music Event | Ella misma                    | Anfitriona; especial de TV                                    |
| 2019      | Disney Hall of Villains                          | Ella misma                    | Invitada, especial de TV                                      |
| 2019      | Funny You Should Ask                             | Ella misma                    | Invitada 9 episodios, serie de TV                             |
| 2019–21   | 25 Words or Less                                 | Ella misma                    | Invitada; 32 episodios, serie de TV                           |
| 2020      | The Bold Type                                    | Alice Knight                  | Personaje recurrente, serie de TV (temporada 4)               |
| 2020      | Visible: Out on Television                       | Ella misma                    | Invitada miniserie documental                                 |
| 2020      | The Disney Family Singalong                      | Ella misma                    | Invitada, especial de TV ABC                                  |
| 2020      | Celebrity Watch Party                            | Ella misma                    | Participante 1 episodio, programa de TV                       |
| 2020      | To Tell the Truth                                | Ella misma                    | Invitada 1 episodio, programa de TV                           |
| 2020      | Bunk'd                                           | Raven Baxter                  | Invitada 1 episodio, serie de TV Disney Channel               |
| 2020      | Ever After with Jaleel White                     | Ella misma                    | Invitada 1 episodio, programa de TV                           |
| 2020      | Holiday Wars                                     | Ella misma                    | Host                                                          |
| 2020      | Earth to Ned                                     | Ella misma                    | Episodio: "The Ned-aissance"                                  |
| 2020      | Disney Holiday Magic Quest                       | Ella misma                    | Anfitriona; especial de TV                                    |
| 2020–2021 | Celebrity Game Face                              | Ella misma                    | 2 episodios                                                   |
| 2020–2021 | Sydney to the Max                                | Ella misma                    | Dirigió 3 episodios                                           |
| 2021      | What Not To Design                               | Ella misma                    | Anfitriona, creadora y productora ejecutiva                   |
| 2022      | Celebrity Wheel of Fortune                       | Ella misma                    | Invitada 1 episodio, programa de TV                           |
| 2022      | A Black Lady Sketch Show                         | Ali                           | Invitada 1 episodio, serie de TV                              |
| 2024      | Big City Greens the Movie: Spacecation           | Maria Media                   | Elenco principal, película de TV (voz)                        |

### Videos musicales
| Videos musicales | Videos musicales    | Videos musicales | Videos musicales |
| Año              | Título              | Rol              | Artista          |
| ---------------- | ------------------- | ---------------- | ---------------- |
| 2006             | Ni Freud Ni Tu Mama | Ella misma       | Belinda          |

## Discografía
| Álbumes - 1993: Here's to New Dreams - 1999: Undeniable - 2004: This Is My Time - 2008: Raven-Symoné Bandas sonoras - 2003: The Cheetah Girls - 2004: That's So Raven - 2006: That's So Raven Too! - 2006: The Cheetah Girls 2 EP - 2004: This Is My Time Advance EP - 2007: The Party's Just Begun - 2008: Secrets - 2009: Thick Girls, Big Girls | Otros álbumes - 2006: From Then Until... - 2008: Party Musical: Tribute to Raven-Symoné - 2008: Best of Raven-Symoné Tours - 2004: DisneyMania 2 in Concert - 2005: Carowinds Concert - 2005: DisneyMania 3 in Concert - 2005 - 2006: This Is My Time Tour - 2008: Disney Music Block Party Tour - 2008 - 2009: Raven-Symoné: Live in Concert Tour DVD - 2005: Celebrity Sizzle '05 - 2008: Raven-Symoné Presents |